# Les Sabines
Sabine là một bức tranh được thực hiện năm 1799 bởi họa sĩ người Pháp Jacques-Louis David.